# Dinko Šakić
Dinko Ljubomir Šakić (Studenci, 1921. szeptember 8. – Zágráb, 2008, július 20.) horvát usztasa tiszt volt, aki a második világháború alatt a Független Horvát Államban (NDH) 1944 áprilisától novemberéig a jasenovaci koncentrációs tábort irányította.

## Élete
Šakić az akkori Szerb-Horvát-Szlovén Királyságban az Imotski városa melletti Studenci faluban született, és már fiatalon a fasiszta Usztasa mozgalom tagja lett. Amikor a tengelyhatalmak 1941 áprilisában elfoglalták a Jugoszláv Királyságot, Šakić 19 évesen csatlakozott a jasenovaci tábor igazgatásához. A következő évben a tábor parancsnokhelyettese lett. 1943-ban feleségül vette Nada Luburićot, Vjekoslav "Maks" Luburićnak, koncentrációs tábor parancsnokának féltestvérét. Ez a házasság, valamint Ante Pavelić usztasa vezető iránti fanatikus támogatása vezetett ahhoz, hogy 1944 áprilisában Jasenovac parancsnokává nevezték ki. Becslések szerint 2000 ember haláláért volt felelős, akik hat hónapos koncentrációs tábori parancsnoksága alatt haltak meg.
1945-ben Šakić és felesége az NDH és a náci Németország összeomlását követően más usztasa tisztviselőkkel együtt elmenekült a Független Horvátországból. 1947-ben Argentínába emigráltak, ahol Šakić textilvállalkozásba kezdett, aktív tagja volt az ország 10 000 fős horvát közösségének, és barátságot kötött Alfredo Stroessner paraguayi diktátorral. Egyébként csendes életet élt, és nem tett erőfeszítéseket, hogy elrejtse kilétét. 1990-ben a Feral Tribune egy magazincikkhez interjút készített Šakić-csal, és közzétette a képét. Šakić 1994-ben argentin látogatása során találkozott Franjo Tuđman horvát elnökkel egy fogadáson Buenos Airesben, és nem sokkal ezután interjút készített vele a Magazin nevű horvát kiadvány. Az interjúban kijelentette, bárcsak több szerbet öltek volna meg Jasenovacon, azt mondta, hogy „újra megtenné az egészet", és hozzátette, hogy „úgy aludt, mint egy kisbaba”.
1998 márciusában Šakić-csal interjút készített az argentin nemzeti televízió. Bevallotta, hogy vezető pozíciót töltött be Jasenovacban, de tagadta, hogy ez idő alatt bárkit is megöltek volna ott, azt állítva, hogy az elhunytak mindegyike betegségben halt meg. Az interjút a következő hónapban országszerte sugározták. Felháborodást váltott ki, és Carlos Menem argentin elnök felszólított Šakić letartóztatására. Šakić azonban hamarosan eltűnt, és csak 1998 májusában tartóztatták le. Kiadták Horvátországnak, ahol bíróság elé állították, 1998 októberében bűnösnek találták háborús és emberiesség elleni bűnökben, és 20 év börtönbüntetésre ítélték. A vádakat politikai indíttatásúnak nevezte, és horvát hazafinak minősítette magát, aki csak a hazáját akarja megvédeni.
Šakićot a lepoglavai börtönbe zárták, és egy televízióval és számítógéppel felszerelt cellában tartották, hogy megírja emlékiratait. Havonta többször meglátogathatta feleségét, akit idősek otthonában helyeztek el. Szívproblémák miatt halt meg egy zágrábi kórházban 2008. július 20-án, majd kívánsága szerint teljes usztasa egyenruhában hamvasztották el. Felesége és három gyermeke maradt.

## Jasenovaci tevékenysége
1941 áprilisában a tengelycsapatok megszállták és elfoglalták Jugoszláviát. Az országot feldarabolták, és az így létrejött Független Horvát Állam vezetőjének a szélsőséges horvát nacionalista és fasiszta Ante Pavelićet nevezték ki. Az NDH szinte az egész mai Horvátországot, a mai Bosznia-Hercegovinát és a mai Szerbia egy részét egy kvázi „olasz-német protektorátusban” egyesítette. Az NDH hatóságai, az usztasa milícia vezetésével népirtó politikát folytattak az új állam határain belül élő szerb, zsidó és roma lakosság ellen.
Šakić 1941-ben csatlakozott a jasenovaci koncentrációs tábor adminisztrációjához. A következő évben kinevezték helyettes parancsnoknak. Itt Vjekoslav "Maks" Luburić koncentrációs tábor parancsnokának pártfogoltja lett. Szemtanúk vallomása szerint Šakić 1942 júniusában gyilkolta meg Mihovil Pavlek Miškina horvát költőt. Azon a nyáron a gyanú szerint az ógradiskai koncentrációs táborban Šakić személyesen irányított egy kipufogócsövet egy nőkkel és gyerekekkel teli furgonba, megölve a bent tartózkodókat.
1943-ban Šakić feleségül vette Nadát, Maks Luburić féltestvérét, aki 16 évesen kezdett dolgozni Jasenovacon. Šakić huszonkét évesen, 1944 áprilisában lett a jasenovaci koncentrációs tábor parancsnoka, gyors felemelkedése részben a Pavelić rendszere iránti fanatikus támogatásának, részben Nadával kötött házasságának volt köszönhető. Jasenovac egyik túlélője, Šimo Klaić így emlékezett vissza: „Šakić nagyon fiatal volt egy ilyen fontos pozícióhoz. Arrogáns volt, és mindig kifogástalanul öltözött, fényes fekete bőrcsizmában és méretre szabott fekete usztasa egyenruhában járt. Lesoványodtunk, rongyosak és betegek voltunk. Ahogy elhaladt mellettünk úgy nézett ki, mintha egy divatmagazinból lépett volna elő.”
1944 júniusában Šakić, miután megszökött egy Ivan Wollner nevű rab, akit Hrvatska Dubicában fogtak el, majd agyonvertek, megtorlást rendelt el a foglyok ellen. Šakić személyesen választott ki huszonöt zsidó rabot egy 100 rabból álló csoportból, akik ugyanabban az épületben éltek, mint Wollner. Ezeket a „Zvonara” nevű épületbe vitték, ahol magánzárkába zárták, éheztették és megkínozták őket. Šakić részt vett Remzija Rebac kínzásában is, aki Milo Bošković-csal együtt egy húszfős internált csoportot vezetett, akik felkelést szerveztek és kukoricát loptak. Rebacot lángszóróval kínozták meg. Šakić 1944. szeptember 21-én egy tábori „nyilvános előadás” során akasztással végeztette ki a csoportot. Bošković felakasztás helyett fejlövést kért. Šakić egyetértett vele, és a hírek szerint a lelövése előtt azt mondta, hogy Boškovićot „emberként és szakértőként” értékeli, és megtiszteltetésnek érzi, hogy a tábor parancsnoka személyesen ölje meg.
Šakić elrendelte Marin Jurcev, a jasenovaci gyengélkedő vezetőjének felakasztását, aki segített egy usztasa disszidensnek abban, hogy információkat csempésszen ki a táborról a jugoszláv partizánoknak. Jurcevet, feleségét és három Jasenovacon fogva tartott internáltat kivégeztek. Jurcev feleségét mivel háromszor esett el a hajánál fogva kellett az emelvényhez húzni. Šakić ült és céklát és sült szeletet evett, miközben Andrija Artuković horvát belügyminiszterrel együtt nézte a felakasztott holttesteket.
A jelentések szerint Šakić személyesen vett részt a fogvatartottak meggyilkolásában és kínzásában. Szemtanúk elmondták, hogy számos alkalommal lőtt le foglyokat, gyakran sportból ölte meg azokat, akiket a Jasenovac környéki mezőkre küldtek dolgozni. A látszólag a tífusz, a malária és a diftéria terjedésének megakadályozására törekvő Šakić őrizetbe vett olyan fogvatartottakat, akiket egészségtelennek ítélt. Elrendelte, hogy egy házban, amelyet „kórháznak” nevezett öljék meg őket. Egy másik alkalommal Šakić elrendelte, hogy két-három tucat rabot zárjanak be egy szobába, amíg szomjan és éhen nem halnak. 1944 őszén a tábor közelében, miután rajtaütést hajtott végre Magyarország felett lezuhant egy amerikai bombázó. Három repülős ejtőernyővel ugrott ki belőle, és a Száva folyónál landolt. Šakić elfogatta mindhármat, megverette és közszemlére tette őket Jasenovacon. A férfiakat három napig kínozták, majd Šakić elrendelte, hogy szuronnyal végezzék ki, holttestüket pedig dobják egy tömegsírba. Šakić jasenovaci parancsnoksága alatt legalább 2000 rabot öltek meg. Sokan alultápláltság vagy betegség miatt haltak meg.

## Menekülése
A háború végeztével Šakić Horvátországból Pavelić-csel és más usztasa vezetőkkel együtt először a frankóista Spanyolországban talált menedéket, majd 1947-ben Argentínában telepedett le. Ott Juan Perón argentin elnök üdvözölte őket. Šakić felesége Esperanzára változtatta a nevét. Ők ketten a Buenos Aires-i Santa Teresita tengerparti városában telepedtek le, ahol Šakić textilvállalkozást vezetett, és aktív tagja volt az ország 10 000 fős horvát közösségének. Šakićnak és feleségének három gyermeke született, és megszervezték, hogy Pavelić legyen a keresztapjuk. 1956-ban Perón kormányának bukását követően a Šakić család elmenekült Argentínából. Visszamentek Spanyolországba, majd három évvel később visszatértek Argentínába.
Šakić Alfredo Stroessner paraguayi diktátor barátja lett, aki „pihenőtábort” üzemeltetett a horvát fasiszták számára Paraguayban. Egyébként csendes életet élt, és usztasa emigráns politikát folytatott. Nem titkolta kilétét, és nem tett erőfeszítéseket a névváltoztatásra sem. 1990-ben a Feral Tribune egy magazincikkhez interjút készített Šakić-csal, amelyet friss fotójával együtt publikáltak. Ebben az interjúban Šakić korholta a szerbeket és dicsérte az usztasákat. Még ugyanabban az évben részt vett a Chicago Tribune által szervezett „egykori nácik összejövetelén” Ausztriában.
Šakić 1994-ben argentinai látogatása során egy fogadáson Buenos Airesben találkozott Franjo Tuđmann horvát elnökkel. Ezt követően a Magazin című horvát kiadvány készített vele interjút. Ebben kijelentette, hogy szerette volna, ha több szerbet öltek volna meg Jasenovacon, és azt mondta, hogy „ugyanúgy megtetté az egészet ”. Hozzátette, hogy (tettei után) „úgy aludt, mint egy kisbaba”. 1998 márciusában Šakić interjút adott az argentin nemzeti televíziónak. A teljes interjút az El Trece csatorna sugározta április 6-án. Ebben Šakić elismerte, hogy 1942 decemberétől 1944 októberéig vezető pozíciót töltött be Jasenovacon, de tagadta, hogy ebben az időszakban bárkit is megöltek volna. Azt mondta: „Amikor ott voltam, egyetlen őrnek vagy adminisztrátornak sem volt szabad megérinteni egy foglyot sem. Nem arról beszélek, hogy milyen volt előtte vagy utána, de amikor ott voltam, senki sem érinthetett meg senkit.” Šakić azt állította, hogy a parancsnoksága alatt bekövetkezett összes haláleset természetes okok következménye. Az interjú nagy felzúdulást keltett a közvéleményben. Carlos Menem argentin elnök egy nappal az adás után Šakić letartóztatását kérte, ő azonban nem sokkal ezután eltűnt. Felesége azt állította, hogy Horvátország Buenos Aires-i nagykövetségére ment menedéket kérni, amit a nagykövetség tagadott. Kijelentette, hogy férje nem követett el népirtást Jasenovacon, és azt mondta: „Ez egy hatalmas hazugság. El vagyok keseredve. Ötven év után egy ilyen szörnyű dologgal állnak elő.” Dinko Šakićot május 1-jén tartóztatták le.

## Tárgyalása és bebörtönzése
Šakić a második világháború háborús bűnösei között az egyik legfontosabb személy volt, azon közül, akik még életben voltak a per idején. Ő volt a második világháborús koncentrációs táborok utolsó, ismert élő parancsnoka. A tárgyaláson azzal védekezett, hogy Jasenovac egy szerb-kommunista mítosz, amelyet „a horvátok elpusztítására alkottak meg”.
Nem mutatott lelkiismeret-furdalást, és kijelentette, hogy Jasenovac nem egy megsemmisítő tábor, hanem egy munkatábor volt, amelynek célja az NDH ellenségeinek fogvatartása, akikkel állítása szerint kedvesen és jóindulatúan bántak. Azt állította, hogy parancsnoksága alatt nem történt gyilkosság. Fenntartotta, hogy a tábort a „szerb népirtási politika” azon bűnrészeseinek letartóztatására szervezték, akik állítása szerint 1919-től 1941-ig hajtottak végre bűnöket a horvátok ellen. Kijelentette, hogy a lelkiismerete Isten előtt tiszta, és hogy újra megtenné, amit akkor tett Jasenovacban, ha a horvátok „biológiai léte” ismét veszélybe kerül. Elismerte, hogy a zsidókat és a romákat etnikai hovatartozásuk miatt tartották fogva, de azt állította, hogy a szerbeket és másokat az állam ellenségeiként tartották fogva, mint olyanokat, akik el akarták pusztítani Horvátországot.
„Büszke vagyok arra, amit tettem, és újra megtenném. Jasenovac egy törvényen alapuló jogintézmény volt, ahová internálták mindazokat, akik bizonyítottan a horvát állam lerombolásáért dolgoztak, és akik a közrendre és a közbiztonságra veszélyesek voltak. A tábor időtartamát és lakosságát tekintve a halálozási arány természetes és normális volt. Ha embereket lelőttünk, azt a törvény alapján tettük. Nincs olyan állam a világon, ahol ne lennének börtönök és táborok, és valakinek ezt a hálátlan kötelességét teljesítenie kell. Sajnálom, hogy nem tettük meg mindazt, amit nekünk tulajdonítanak, mert ha akkor ezt tettük volna, ma Horvátországnak nem lett volna gondja. Nem lettek volna emberek, akik megírják ezeket a hazugságokat.”
Azt állította, hogy Jugoszlávia létrehozása és a jugoszláv háborúk bizonyítékai annak, hogy a szerbek népirtást terveztek és hajtottak végre a horvátok ellen. Šakić politikai indíttatásúnak nevezte az eljárást, és horvát hazafinak minősítette magát, aki csak a hazáját akarta megvédeni. Elmondta, hogy Horvátország második világháborús története során nemzetközi nyomás alá került. A perben ezt követően több mint negyven tanú vallott Šakić ellen. Védőügyvédei kérték felmentését; azt állították, hogy az ügyészség nem bizonyította bűnösségét, és kijelentették, hogy Šakić csupán parancsokat teljesített, miközben a táborban szolgált. 1998. október 4-én Šakićot bűnösnek találták háborús és emberiesség elleni bűncselekmények elkövetésében, és húsz év börtönbüntetésre ítélték. Šakić gúnyosan tapsolt, amikor felolvasták neki a bűnösségét kimondó ítéletet. A tanácsvezető bíró megerősítette, hogy Šakić személyesen lőtt le foglyokat, és legalább húsz rab felakasztását felügyelte. Rámutatott, hogy legalább négy tanú vallotta, hogy látta Šakićot pisztolyával Milo Bošković fejébe lőni 1944 szeptemberében. Šakić a lepoglavai börtönben töltötte büntetését. A cellája televízióval és számítógéppel volt felszerelve, hogy megírhassa emlékiratait. Havonta többször meglátogathatta feleségét, akit idősek otthonában helyeztek el.

## Halála
Šakić bebörtönzése alatt szívproblémákkal küzdött, így utolsó éveinek nagy részét kórházban töltötte. Szívproblémák miatt halt meg egy zágrábi kórházban 2008. július 20-án, majd kívánsága szerint teljes usztasa egyenruhában hamvasztották el. Felesége és három gyermeke maradt. A gyászmisét celebráló pap, Vjekoslav Lasić kijelentette, hogy „a Dinko Šakićot elítélő bíróság elítélte Horvátországot és a horvát nemzetet” is. Azt állította, hogy „az NDH a modern horvát haza alapja”, és azzal méltatta Šakićot, hogy „minden tiszteletreméltó horvátnak büszkének kell lennie a nevére”. Šakić temetésén több horvát politikus is részt vett, köztük Anto Kovačević. A Simon Wiesenthal Központ igazgatója, Efraim Zuroff, valamint Izrael horvátországi nagykövete panaszt nyújtottak be Stjepan Mesić horvát elnöknek Šakić temetésével kapcsolatban. 

## Fordítás
Ez a szócikk részben vagy egészben  a   Dinko Šakić című angol Wikipédia-szócikk ezen változatának fordításán alapul.  Az eredeti cikk szerkesztőit annak laptörténete sorolja fel. Ez a jelzés csupán a megfogalmazás eredetét és a szerzői jogokat jelzi, nem szolgál a cikkben szereplő információk forrásmegjelöléseként.